# 夫婦生活 (テレビドラマ)
『夫婦生活』（ふうふせいかつ）は、1985年6月21日から8月23日にかけてTBS系の金曜ドラマ枠で放送された日本のテレビドラマ。全10回。

## 概要
夫の女性問題が原因で離婚寸前の俳優夫婦（桃井かおり、名高達男）だが、カメラの前では取り繕ってみせる。そんなふたりが、何とメロドラマで共演することになった……。

## キャスト
- 三枝愛子：桃井かおり
- 島崎次郎：名高達男
- 町田信二：桑名正博
- 伊田：原田芳雄
- 渡部道子：佐藤友美
- 北川：岡田真澄
- 藤枝洋二：井川比佐志
- 京子：高樹沙耶
- 平松千代子：茅島成美
- 横尾美美
- 池田善彦
- 小松太郎：沼田爆
- 市山登
- 高橋基子
- 北川智絵
- 佐久間一生
- 熊谷奈美

## スタッフ
- 脚本：田向正健
- 演出：近藤邦勝、竹之下寛次
- 音楽：高中正義
- プロデューサー：内野建、近藤邦勝

## 主題歌
- 南佳孝『二人のスローダンス』

## サブタイトル
1. 女にしかないX
2. 私がリードするわ
3. 別居しなさい
4. パーティしましょ
5. 裏切りは許さない
6. 全部半々でどう?
7. 本気じゃないの
8. あいつを殺せ!
9. かなり激しいのね
10. 忘れちゃダメよ